# Персийско-османска война (1623 – 1639)
Персийско-османската война от 1623-1639 е война между Османската империя и Персия, двете най-големи сили в Близкия изток, за контрола над Месопотамия. След като при войната от 1603-1618 османците губят Багдад и по-голямата част от днешен Ирак, те решават да си върнат изгубеното. Войната свършва през 1639 с договора от Зухаб и османска победа. Месопотамия се озовава в османски ръце и остава там до Първата световна война.

## Предпоставки
Започвайки от 1514, повече от век Персия и Османската империя се борят за контрола над Кавказ и Месопотамия. Двете държави са най-големите сили в Близкия изток и са разделяни от своята догма: османците били сунити, а персийците - шиити от къзълбашкия клон на шиизма, и са възприемани от османците като еретици.
След битката при Чалдиран Сефевидите губят влиянието си в Анатолия, а по време на войната от 1532-1555 османците превземат Ирак и Багдад. С договора от Амасия през 1555 Персия признава османските завоевания. Мирът трае две десетилетия ппреди друга война, започнала през 1578. Тя завършва с Константинополския мирен договор през 1590. Така Османсата инперия получава Грузия, Ереван и бившата сефевидска столица - Тебриз. По това време персийците били атакувани също така и от Шайбанидите в Хорасан.
Новият шах Абас I Велики реорганизира армията, създавайки пехота от гулами, имитирайки еничарския корпус. През 1603 той започва офанзива, с която си връща Тебриз, Азърбайджан и Грузия. Османската империя, заета с войните с Хабсбургската империя, не успява да отвърне на удара. След този успех и използвайки размириците в Османската империя след смъртта на султан Осман II, Абас успява да си върне и позициите в Месопотамия.

## Войната
Възможността на шаха идва с въстанията по това време. Багдад пада в ръцете на един еничарски офицер, Бакр и неговите последователи. Бакр търси своето признание като местен паша от Високата порта, но султанът избира Хафъз Мехмед паша, губернатор на Диарбекир. Тогава той се обръща към Абас, който му праща сили на помощ. За да предотврати персийско превземане на Багдад, Хафъз Мехмед паша възобновява добрите си отношения с Бакр, който се връща на османска страна. Персийците обаче обсаждат Багдад и го презвемат на 14 януари 1624, с помощта на сина на Бакр, Мохамед. Превземането е последвано от голямо масово клане на сунити, което помага на шаха да превърне Багдад в шиитски град.
Падането на Багдад било голям удар за османския престиж. Персийците скоро превзели градовете Киркук и Мосул, както и свещените за шиизма градове Кербала и Наджаф, които шахът посещава. През 1625 Хафъз Мехмед паша, вече велик везир, се насочва към Багдад и през ноември го обсажда от три страни. Но не успяват да превземат града преди да дойдат главните персийски сили под командването на шах Абас. Отстъпват си в укрепения си лагер и продължават обсадата. Абас решава да песрещне османските конвои, донасящи храна. Османците отблъснали персийската армия от лагера си, но на 4 юли 1626 те загубили и отстъпили в Мосул.
През 1629, османците, поведени от новия велик везир – Гази Екрем Кюсрев паша, и сключили мирен договор с Хабсбургите, събират нови сили за втора офанзива. Суровата зима с порои обаче направила операциите в Централен Ирак невъзможни. За това Кюсрев насочил силите си на изток, навлизайки в Персия. На 4 май 1630, той побеждава персийците под командването на Зайнал хан Бегдели Шамлу в битката при Махидашт, близо до Керманшах и започва да разграбва Хамадан. Кюсрев паша се връща назад и обсажда Багдад през ноември. Обсадатата трябвало да бъде спряна бързо заради новата сурова зима, която настъпила. По това време персийците си възвръщат контрола над Ирак и потушават бунтовете на кюрдите.
Следващите няколко години имало още няколко насшествия, които не донесли никакво териториално разширение. Шах Сафи изпратил делегация с предложение за мир в османския двор, но новият велик везир, Табанъяси Мехмед паша, отказал. Кавказкият фронт на Персия станал застрашен отново, щом през 1633 грузинските държави Картлийско царство и Кахетия отхвърлили сефевидската зависимост при крал Таймураз. През 1634 Ростом хан, грузинец по рождение, бил изпратен да потуши бунта. Таймураз е победен, но успява да избяга безопасно в Имеретия. Успява да се върне на трона през 1638 и така и не печели признанието на Персия.
През 1635 султан Мурад IV поема водачеството на своята армия. На 8 август османците превземат Ереван и се насочват към Тебриз. Султанбът се завръща триумфирайки в Константинопол, но радостта трае кратко – през пролетта на следващата година шах Сафи си връща Ереван и разбива османската армия. Но през 1638 султанът отново повежда армията си и обсажда Багдад. След 39 дни, през декември, градът пада и османския контрол в Ирак се възвръща. Скоро след това е подписан мир, който окончателно установява персийско-османската граница.

## Последствия
Договорът от Зухаб, подписан на 17 май 1639, най-накрая установил персийсо-османската граница. Ереван си останал персийски, а Ирак бил отстъпен на османците. Персия загубила Месопотамия, важна част от нея още от времето на Ахеменидите.